# (4984) Patrickmiller
(4984) Patrickmiller es un asteroide perteneciente al cinturón de asteroides, descubierto el 7 de noviembre de 1978 por Eleanor F. Helin y el también astrónomo Schelte John Bus desde el Observatorio del Monte Palomar, Estados Unidos.

## Designación y nombre
Designado provisionalmente como 1978 VU10. Fue nombrado Patrickmiller en homenaje al profesor de matemáticas estadounidense "Patrick J. Miller" que ejerce en la Universidad Hardin-Simmons de Abilene, Texas. Es el fundador y director de la Astronomical Search Collaboration.

## Características orbitales
Patrickmiller está situado a una distancia media del Sol de 2,252 ua, pudiendo alejarse hasta 2,725 ua y acercarse hasta 1,779 ua. Su excentricidad es 0,209 y la inclinación orbital 1,976 grados. Emplea 1235 días en completar una órbita alrededor del Sol.

## Características físicas
La magnitud absoluta de Patrickmiller es 14,5. Tiene 3,304 km de diámetro y su albedo se estima en 0,308.